# Ovi (film, 2024)
Pour plus de détails, voir Fiche technique et Distribution.
Ovi est un court métrage gabonais réalisé par Marlène Alene, produit par l'Institut Gabonais de l'Image et du Son (IGIS). 
Il a été présenté pour la première fois le 18 septembre 2024. Le film, d'une durée de 26 minutes, traite de sujets tels que l'exploitation des jeunes filles, la quête d'identité et les inégalités sociales, inspiré de faits réels,,,.

## Synopsis
Ovi, une jeune Béninoise de 15 ans qui vit avec sa mère, Fémi, dans la mangrove, est emmenée en ville par son oncle pour travailler comme domestique chez le couple Mbala, sa vie bascule. Entre corvées incessantes et abus, Ovi découvre que le père de la famille Mbala est en réalité son père biologique...

## Fiche technique
- Titre : Ovi
- Réalisation : Marlène Alene
- Scénario : Marlène Alene
- Production : Serge Abessolo (IGIS)
- Photographie :
- Montage :
- Musique :
- Costume :
- Décors :
- Pays de production :  Gabon
- Langues originales : Français, Fang
- Genre : drame
- Durée : 24 minutes
- Date de sortie : 2024

## Distribution
- Adéline Mpaza: Ovi
- Ariane Adjan
- Lionel Protais Adjan

## Tournage
Le film a été tourné en 2023 entre au Gabon.